# العوجمة (العدين)

تعديل مصدري - تعديل

العوجمة محلة تابعة لقرية المعبر، التابعة لعزلة عردن بمديرية العدين إحدى مديريات محافظة إب في الجمهورية اليمنية، بلغ تعداد سكانها 67 حسب تعداد اليمن لعام 2004.